# 市川實日子
市川實日子（1978年6月13日—，日语：／ Ichikawa mikako），日本演員、模特兒，出生於東京都。所屬經紀公司為スールキートス（Suurkiitos）。有一名同為模特兒和演員的姐姐市川實和子。

## 人物經歷
- 1994年在雜誌『Olive』上以「市川實和子的妹妹」的身分登場數次，同年成為『Olive』之專屬模特兒、1998年離開該誌，並在『CUTiE』『Zipper』『spoon.』等雜誌登場。之後也活躍於『裝苑』『GINZA』等時尚雜誌。

- 1998年於本間高志執導的短篇電影《How to 柔術》中以演員的身份出道。
- 1999年演出由奥原浩志執導的長篇電影《永恆物語》，本作為市川的長篇電影處女作。
- 2003年以日劇《心理醫師恭介》獲得第35屆日劇學院賞之新人獎。
- 2003年首次主演電影《blue》，便獲得第24屆莫斯科電影節的最佳女主角獎[2]。
  - 頒獎典禮時因為不懂外語，第一時間不知道自己獲得大獎的市川，得獎感言僅有「（獲獎一事）成為了我初次來莫斯科的美好回憶。」[3]
- 2012年3月2日於TBS播放、由笑福亭鶴瓶所主持的談話性節目A-Studio以嘉賓身份登場。
  - 節目採訪了市川身邊的親朋好友，其中包含了市川的兩位親姊妹、分別是市川和日子（大姊）以及市川實和子（二姊），市川本人排名老么。
  - 市川在節目中坦白自己不擅長參加需要演說或談話性質的活動。節目採訪的親朋好友們也表示：  「難以想像她（市川）會上談話性節目（「トーク番組は絶対に考えられない」）」。
  - 高中時為了看NHK的晨間劇每天早上都遲到。2004年時也實際參與了NHK晨間劇《天花》的演出，2021年參與演出NHK晨間劇《Come come everybody》。

- 2016年，以電影作品《正宗哥吉拉》獲得第71屆每日電影大獎之女配角獎、以及第40屆日本電影金像獎之優秀女配角獎。
- 2016年8月，市川在《正宗哥吉拉》所飾演的環境省職員尾頭弘美一角令觀眾印象深刻，並在twitter造成一股繪製尾頭弘美肖像畫的熱潮[4]。
- 經常扮演強勢、說話速度快且有條理的「理科系」角色[5]。但本人表示自己平時說話的速度非常緩慢。[6]
- 2017年9月，擔任第39屆PIA影展的最終評審。[7] 市川首次演出的長篇電影《永恆物語》也是第9屆PIA影展的補助作品。[8]
- 2019年12月，以電影作品《貓咪知道但是貓咪不說》以及《側顏》獲得第32屆日刊體育電影大賞女配角獎。
- 興趣是摄影、手工艺、品茶[9]。
- 沒有使用社群網站的習慣，理由是「不知道該在上面說些什麼（そこで何を言っていいのかわからない）」[10]

## 主要演出作品

### 電影
- 永恆物語（導演：奥原浩志，1999年）
- Travail（導演：大谷健太郎，2001年）
- good-by,cruel world（收錄於Smap Short Films）（導演：高田雅博，2001年）
- LOVERS' KISS（原作：吉田秋生/導演：及川中，2003年） - 飾演　尾崎 美樹
- blue（英语：Blue (2003 film)）（原作：魚喃キリコ/導演：安藤尋，2002年）飾演　桐島カヤ子
- 人生如旅程（導演：田邊誠一，2003年）
- ぷりてぃ・ウーマン（導演：渡邊孝好，2003年） - 飾演　木村 真由美
- 甜心戰士（導演：庵野秀明，2004年） - 飾演　秋夏子
- 現在，很想見你（導演：土井裕泰，2004年） - 飾演　永瀬 綠
- 紙上談兵（收錄於：短片過招2）（導演：小島淳二，2004年） - 飾演　大野 洋子
- アニムスアニマ（導演：斉藤玲子，2005年） -　飾演　女上班族
- 亂步地獄（日语：乱歩地獄）（導演：実相寺昭雄，2005年） - 飾演　明智 文代
- 令人討厭的松子的一生 (電影)（導演：中島哲也，2006年） - 飾演　川尻 久美
- 廢柴三人組（導演：三木聡，2006年※撮影當時為2002年） - 飾演　チエミ
- 世界はときどき美しい（導演：御法川修，2007年）
- 夢十夜（<夢五夜：恐懼> 導演：豊島圭介，2007年） - 飾演　真砂子
- 吉祥天女（導演：及川中，2007年） - 飾演　麻井 鷹子
- 樂活俱樂部（日语：めがね (映画)）（導演：荻上直子，2007年） - 飾演　春奈
- 隔壁・聲・音（導演：熊澤尚人，2009年） - 飾演　平川 由加里
- 酒醒後、就回家吧。（導演：東陽一，2010年） - 飾演　湊 麻美
- Mother Water（導演：松本佳奈，2010年） - 飾演　ハツミ
- 東京綠洲（日语：東京オアシス）（導演：松本佳奈，中村佳代、2011年）飾演　食堂店員
- 吉貓出租（日语：レンタネコ）（導演：荻上直子，2012年） - 飾演　佐代子
- BUNGO～適度的慾望～（日语：BUNGO〜ささやかな欲望〜）（導演：關根光才，2012年）- 飾演　湊的亡母
- 至尊壽喜燒（導演：前田司郎，2013年）飾演　京子
- 我們家（導演：石井裕也，2014年）
- 人生的約定（2016年1月9日）飾演　渡辺 美也子
- 惡魔蛙男（導演：大友啟史，2016年）飾演　橘 幹繪
- 正宗哥吉拉（導演：庵野秀明・樋口真嗣，2016年） -　飾演　尾頭 弘美[11]
- ReLIFE 重返17歲（原作：夜宵草／導演：古澤健，2017年) - 飾演　佐伯 美知留
- 東京夜空最深藍（日语：夜空はいつでも最高密度の青色だ）（原作：最果タヒ/導演：石井裕也）－飾演　美香的母親 [12]
- 第三度殺人（導演：是枝裕和，2017年） - 飾演　篠原 一葵[13]
- 愛，不由自主（日语：ナラタージュ）（導演：行定勳，2017年） -飾演　葉山 美雪
- DESTINY 鎌倉物語（原作：西岸良平/導演：山崎貴，2017年）－飾演　本田 里子[14][15]
- 羊之木（導演：吉田大八，2018年） - 飾演　栗本 清美[16]
- 貓咪知道但是貓咪不說（原作：西 炯子/導演：小林 聖太郎，2019年） 飾演　武井 菜穗子[17]
- 側顏（導演：深田晃司，2019年） - 飾演 大石基子 [18] [19]
- 罪の声（原作：塩田武士/導演：土井裕泰，2020年） 飾演　曽根亜美
- 新·假面騎士（導演：庵野秀明，2023年） -　飾演　綠川一郎的母親
- 散髮 （導演：佐藤雅彥　公開日未定）飾演　美髮師

### 電視劇
- SMAP×SMAP特別編 Smap Short Films「good-bye, cruel world」（2001年、富士電視台）
- 茂七事件簿 新不思議草紙茂七の事件簿 新ふしぎ草紙 第4話（2002年、NHK） - 飾演　おゆう
- 心理醫師恭介（2002年、日本電視台）- 飾演　冠野梓
- 西瓜（2003年、日本電視台）- 飾演　芝本由加
- 初戀.com（日语：初恋.com）（2003年）
- 夜回り先生（2004年、TBS）
- 與光同行（2004年、日本電視台） - 飾演　川見純
- 天花（電視劇）（日语：天花 (テレビドラマ)）（2004年、NHK）- 飾演　川島薫
- X'smap〜虎とライオンと五人の男〜（2004年、富士電視台）- 飾演　お鈴
- 初仕事納め（2005年、富士電視台）
- 美食偵探王（2006年、日本電視台） - 飾演　出水京子
- 好差事-Good job-（日语：Good Job〜グッジョブ）（2007年、NHK） - 飾演　南和枝
- 美食偵探王2（2007年、日本電視台） -　飾演 出水京子
- 篤姬（2008年、NHK） - 飾演　阿龍
- 特集ドラマ「お買い物〜老夫婦の東京珍道中」（2009年2月14日、NHK）
- 草食系高校武士（2009年、日本電視台） -　飾演 三木沙也加
- 私が初めて創ったドラマ テツトモ（2010年、NHK）
- 階梯之歌（日语：階段のうた）（2010年、TBS）
- 戀愛Neet～忘記了的戀愛開始方法（2012年、TBS） - 飾演　渡邊美帆
- 黑之女教師（2012年、TBSテレビ） - 飾演　內田紫花
- 八重之櫻（2013年、NHK） - 飾演　山川二葉
- Dr.DMAT（2014年、TBS） - 飾演　伊勢崎紅美
- 55歳からのハローライフ 第1話（2014年、NHK） - 飾演　富裕美貴
- おやじの背中 第3話（2014年、TBS） - 飾演　竹中玲子
- 我的家（2015年1月4日、MBS/TBS） - 飾演　門脇麗美
- 預告犯 -THE PAIN-（2015年、WOWOW）- 飾演　沖菜啓子
- 山中的湯姆先生（2015年12月26日、WOWOW） - 飾演　阿時[20]
- 朗讀屋（2017年1月18日、NHK） - 飾演　綠[21][22]
- 小巨人（2017年、TBS） - 飾演　香坂美沙[23]
- 宮澤賢治的餐桌（2017年、WOWOW） - 飾演　櫻小路安[24]
- 法醫女王（2018年、TBS） - 飾演 東海林夕子[25]
- 木皿泉劇場 道草（2018年5月12日、NHK） - 飾演　冨田[26]
- 滿願 最終夜「滿願」（2018年8月16日、NHK）- 飾演　鵜川妙子[27]
- 和不是A的你（2018年9月21日、東京電視台）- 飾演　野依美咲[28]
- 母親回家～AI的遺言～（2019年1月5日、NHK）- 飾演　布村よし子[29]
- Innocence 冤罪律師（2019年1月19日、日本電視台）- 飾演　有馬聡子[30]
- 白色巨塔（2019年5月22日、朝日電視台）- 飾演　野坂奈津美
- 凪的新生活（2019年7月19日、TBS）- 飾演　坂本龍子[31]
- 古瀧兄弟出租中（2020年1月10日、東京電視台）- 飾演　鈴木靜子
- 今日的猫村小姐（2020年4月8日、朝日電視台）- 飾演　山田小姐
- BG～身邊警護人～（2020年6月18日、朝日電視台）- 飾演　笠松多佳子
- 愛情加溫（2020年10月20日、TBS）- 飾演　一岡智子[32]
- 大豆田永久子與三個前夫（2021年4月13日、關西電視台）- 飾演　綿來惠愛
- Come Come Everybody（2021年11月1日、NHK）- 飾演　野田一子
- DCU-Deep Crime Unit（2022年1月16日、TBS）- 飾演　黑江真子
- Japanese Style（2022年10月 - 12月、朝日電視台）- 飾演 寺門Lucy數子
- 浪漫偵探 最終話（2023年2月11日、NHK）- 飾演 麗人
- 我最差勁的朋友（日语：わたしの一番最悪なともだち）（2023年8月21日 - 10月12日、NHK） - 飾演 東聰美
- 月とケキ月亮與蛋糕（2023年10月10日 - 2024年 1月9日、 Fuji TV ）- 飾演 妻子
- 月とケキ 2 月亮與蛋糕2（2024年1月16日 - 2024年 3月26日、 Fuji TV ）- 飾演 妻子
- 小鎮星熱點（2025年1月12日 - 3月16日、日本電視台）- 飾演 遠藤清美（主演）[33]

### 電視節目
- ロシア語会話（NHK教育節目）
- ZIP! （2012年4月-5月、日本電視台）コトバネコ單元
- 72小時紀錄片（NHK）擔任旁白
- あきないの風景（2014年10月 - 2015年3月、TBS） 擔任旁白
- 公開紀念特別節目：「映画『三度目の殺人』ができるまで」（2017年9月8日，富士電視台）擔任旁白
- 報道ステーション「金曜特集 モネの愛した風景」（2018年7月20日，朝日電視台）擔任旁白
- 新美の巨人たち（2019年4月6日~，東京電視台）擔任旁白

### 電視廣告
- 資生堂『スタイリッシュ ヘアワックス』（1996年）
- キユーピー美乃滋『キユーピーハーフ』（1998年）
- 富士軟片『FinePix』（2001年）
- 資生堂『ナチュラルズ』（2001年）
- 富士電視台『きっかけは、フジテレビ。』（2002年）
- アサヒ飲料『Asahi 十六茶』（2003年）
- ピエトロ『ピエトロドレッシング』（2006年 - ）
- 軟銀「白色方案」『求婚篇』與加瀨亮共演（2007年2月 - ）
- UNIQLO
  - 『細刷毛家居服』系列電視廣告，與姊姊市川實和子共演（2009年）
  - 『ワンピース』（2013年）
- LAWSON『ろーそん亭』（2011年）
- カルビー『ベジップス』（2013年）
- 滋賀縣‧琵琶湖 觀光宣傳影片『旅せよ乙女。虹色エモーション。』（2015年）
- LuLuLun Precious 『化粧水は「貼る」時代へ』[34]（2017年）
- VAIO VAIO S11/S13[35]
  - 『静寂キーボード篇』『どこでも“最適” オンライン篇』『圧倒的なタフネス篇』（2016年）
  - 『SIMフリーLTE篇』『スリム＆タフネス篇』『セキュリティ篇』（2017年）
- 大塚製藥「EQUELLE」-エクエル ジュレ（2018年）
- 葵緹亞 Naive沐浴乳『家族さっぱり、ナイーブです。』（2019年）
- 麒麟啤酒Green's Free （2021年）
- Netflix「マンスリーラインナップCM」（2021年）

### 舞台劇
- JOKER（劇本：生瀬勝久／演出：水田伸生）（2004年）
- 哀傷的預感（原作：吉本ばなな／演出：塚本晋也）（2007年）
- 幽靈們（原作：保羅·奧斯特／演出：白井晃）（2011年）

### 音樂作品
- 小澤健二『未發表錄音室專輯』（2019年 ） - 負責豎琴

## 書籍
- 『午前、午後。』（2002年、角川書店）- 散文寫真書。於Web版『spoon.』連載。
- blue（2003年、プチグラパブリッシング） - 川内倫子攝影、寫真集。
- 楽しい写真2 ポートレイト 市川実日子（2012年、平凡社） - 本間高志攝影、寫真集。
- 報刊連載「一花」（2018年1月開始至今、共同通信社）

## 外部連結
- Suurkiitos官方網站個人資料 （页面存档备份，存于）
- 市川實日子- 網路電影資料庫